# Gundulf de Provence
Pour les articles homonymes, voir Gundulf.
Gondulf (mort probablement en 591) est un duc austrasien, patrice de Provence de 581 à 583, puis évêque de Metz en 591.

## Biographie
Grégoire de Tours, dans le livre VI de son Histoire, raconte que « Childebert envoya à Marseille Gondulphe homme de naissance sénatoriale, et que de domestique il avait fait duc. Comme il n’osait pas traverser le royaume de Gontran, il vint à Tours. Je le reçus avec amitié et le reconnus pour un oncle maternel de ma mère ». À cette époque une partie de la Provence faisait partie des possessions de l'Austrasie, jusqu'à 575 quand le roi Childebert II est contraint de céder une partie de la ville de Marseille à son oncle Gontran en échange de sa protection contre la Neustrie. C'est cette situation qui justifie l'envoi de Gundulf à Marseille, afin de veiller aux intérêts du roi austrasien.
Fortunat, dans sa Vita Radegundis, mentionne un Gundulf élu évêque de Metz en 591, mais c’est ensuite Agilulf qui apparait peu de temps après comme évêque. Ce Gundulf, ne pouvant être identique à Gundulf, évêque de Tongres de 600 à 607, est probablement l'ancien patrice, et Settipani conclut à son décès peu après son élection,.
Grégoire de Tours affirme que Gundulf était l’oncle maternel de sa mère. Dans le livre V de son Histoire, il attribue la même parenté à Saint-Nizier, évêque de Lyon : « Aussitôt que Pierre eut entendu cette accusation, il porta sa cause devant l’évêque saint Nicet, oncle de ma mère, et se rendit à Lyon », avec la précision qu'« Armentala, sa mère, était fille d’une sœur de saint Nicet ». Dans la Vie de Saint-Nizier, Grégoire de Tours donne les parents de ce saint, qui sont également ceux de Gundulf : Florentin, Sénateur et évêque de Genève en 513 et Artémie, fille de Rustique, archevêque de Lyon 490-504, et petite-fille maternelle de Rurice, évêque de Limoges c. 485-507 et d'une fille d'Artemius.
|                                        |                                        |                                        |                                        |                                        |                                        |                                   |                                   |  |  |                                  |                                  |                                  |                                  |                                  |                                  |    |    |  |  | Florentin évêque de Genève (513)    | Florentin évêque de Genève (513)    | Florentin évêque de Genève (513)    | Florentin évêque de Genève (513)    | Florentin évêque de Genève (513)    | Florentin évêque de Genève (513)    |  |  | Artémie                          | Artémie                | Artémie                | Artémie                | Artémie                | Artémie                |  |  |                                     |                                     |                                     |                                     |                                     |                                     |  |  |  |  |  |  |  |  |  |  |  |  |
|                                        |                                        |                                        |                                        |                                        |                                        |                                   |                                   |  |  |                                  |                                  |                                  |                                  |                                  |                                  |    |    |  |  | Florentin évêque de Genève (513)    | Florentin évêque de Genève (513)    | Florentin évêque de Genève (513)    | Florentin évêque de Genève (513)    | Florentin évêque de Genève (513)    | Florentin évêque de Genève (513)    |  |  | Artémie                          | Artémie                | Artémie                | Artémie                | Artémie                | Artémie                |  |  |                                     |                                     |                                     |                                     |                                     |                                     |  |  |  |  |  |  |  |  |  |  |  |  |
|                                        |                                        |                                        |                                        |                                        |                                        |                                   |                                   |  |  |                                  |                                  |                                  |                                  |                                  |                                  |    |    |  |  |                                     |                                     |                                     |                                     |                                     |                                     |  |  |                                  |                        |                        |                        |                        |                        |  |  |                                     |                                     |                                     |                                     |                                     |                                     |  |  |  |  |  |  |  |  |  |  |  |  |
|                                        |                                        |                                        |                                        |                                        |                                        |                                   |                                   |  |  |                                  |                                  |                                  |                                  |                                  |                                  |    |    |  |  |                                     |                                     |                                     |                                     |                                     |                                     |  |  |                                  |                        |                        |                        |                        |                        |  |  |                                     |                                     |                                     |                                     |                                     |                                     |  |  |  |  |  |  |  |  |  |  |  |  |
| Mundéric († 532) prétendant austrasien | Mundéric († 532) prétendant austrasien | Mundéric († 532) prétendant austrasien | Mundéric († 532) prétendant austrasien | Mundéric († 532) prétendant austrasien | Mundéric († 532) prétendant austrasien |                                   |                                   |  |  |                                  |                                  | Ne                               | Ne                               | Ne                               | Ne                               | Ne | Ne |  |  | Gundulf († 591) patrice de Provence | Gundulf († 591) patrice de Provence | Gundulf († 591) patrice de Provence | Gundulf († 591) patrice de Provence | Gundulf († 591) patrice de Provence | Gundulf († 591) patrice de Provence |  |  | Ne                               | Ne                     | Ne                     | Ne                     | Ne                     | Ne                     |  |  | saint Nizier († 573) évêque de Lyon | saint Nizier († 573) évêque de Lyon | saint Nizier († 573) évêque de Lyon | saint Nizier († 573) évêque de Lyon | saint Nizier († 573) évêque de Lyon | saint Nizier († 573) évêque de Lyon |  |  |  |  |  |  |  |  |  |  |  |  |
| Mundéric († 532) prétendant austrasien | Mundéric († 532) prétendant austrasien | Mundéric († 532) prétendant austrasien | Mundéric († 532) prétendant austrasien | Mundéric († 532) prétendant austrasien | Mundéric († 532) prétendant austrasien |                                   |                                   |  |  |                                  |                                  | Ne                               | Ne                               | Ne                               | Ne                               | Ne | Ne |  |  | Gundulf († 591) patrice de Provence | Gundulf († 591) patrice de Provence | Gundulf († 591) patrice de Provence | Gundulf († 591) patrice de Provence | Gundulf († 591) patrice de Provence | Gundulf († 591) patrice de Provence |  |  | Ne                               | Ne                     | Ne                     | Ne                     | Ne                     | Ne                     |  |  | saint Nizier († 573) évêque de Lyon | saint Nizier († 573) évêque de Lyon | saint Nizier († 573) évêque de Lyon | saint Nizier († 573) évêque de Lyon | saint Nizier († 573) évêque de Lyon | saint Nizier († 573) évêque de Lyon |  |  |  |  |  |  |  |  |  |  |  |  |
|                                        |                                        |                                        |                                        |                                        |                                        |                                   |                                   |  |  |                                  |                                  |                                  |                                  |                                  |                                  |    |    |  |  |                                     |                                     |                                     |                                     |                                     |                                     |  |  |                                  |                        |                        |                        |                        |                        |  |  |                                     |                                     |                                     |                                     |                                     |                                     |  |  |  |  |  |  |  |  |  |  |  |  |
|                                        |                                        |                                        |                                        |                                        |                                        |                                   |                                   |  |  |                                  |                                  |                                  |                                  |                                  |                                  |    |    |  |  |                                     |                                     |                                     |                                     |                                     |                                     |  |  |                                  |                        |                        |                        |                        |                        |  |  |                                     |                                     |                                     |                                     |                                     |                                     |  |  |  |  |  |  |  |  |  |  |  |  |
|                                        |                                        | Gundulf († 607) évêque de Tongres      | Gundulf († 607) évêque de Tongres      | Gundulf († 607) évêque de Tongres      | Gundulf († 607) évêque de Tongres      | Gundulf († 607) évêque de Tongres | Gundulf († 607) évêque de Tongres |  |  | Bodogisel († 585) duc et patrice | Bodogisel († 585) duc et patrice | Bodogisel († 585) duc et patrice | Bodogisel († 585) duc et patrice | Bodogisel († 585) duc et patrice | Bodogisel († 585) duc et patrice |    |    |  |  |                                     |                                     |                                     |                                     |                                     |                                     |  |  | Armentala x Florentius           | Armentala x Florentius | Armentala x Florentius | Armentala x Florentius | Armentala x Florentius | Armentala x Florentius |  |  |                                     |                                     |                                     |                                     |                                     |                                     |  |  |  |  |  |  |  |  |  |  |  |  |
|                                        |                                        | Gundulf († 607) évêque de Tongres      | Gundulf († 607) évêque de Tongres      | Gundulf († 607) évêque de Tongres      | Gundulf († 607) évêque de Tongres      | Gundulf († 607) évêque de Tongres | Gundulf († 607) évêque de Tongres |  |  | Bodogisel († 585) duc et patrice | Bodogisel († 585) duc et patrice | Bodogisel († 585) duc et patrice | Bodogisel († 585) duc et patrice | Bodogisel († 585) duc et patrice | Bodogisel († 585) duc et patrice |    |    |  |  |                                     |                                     |                                     |                                     |                                     |                                     |  |  | Armentala x Florentius           | Armentala x Florentius | Armentala x Florentius | Armentala x Florentius | Armentala x Florentius | Armentala x Florentius |  |  |                                     |                                     |                                     |                                     |                                     |                                     |  |  |  |  |  |  |  |  |  |  |  |  |
|                                        |                                        |                                        |                                        |                                        |                                        |                                   |                                   |  |  |                                  |                                  |                                  |                                  |                                  |                                  |    |    |  |  |                                     |                                     |                                     |                                     |                                     |                                     |  |  | Grégoire († 594) évêque de Tours |                        |                        |                        |                        |                        |  |  |                                     |                                     |                                     |                                     |                                     |                                     |  |  |  |  |  |  |  |  |  |  |  |  |